# Mimosa argillotropha
Mimosa argillotropha är en ärtväxtart som beskrevs av Robinson. Mimosa argillotropha ingår i släktet mimosor, och familjen ärtväxter. Inga underarter finns listade i Catalogue of Life.